# Тоумань
Тоумань (Тюмен, Теоман, Туминь, Т'у-ман) (кит.: 頭曼; д/н — бл. 209) — шаньюй хунну у 220—209 роках до н. е.

## Життєпис
Походив зі знатного роду хунну. Син шаньюя Туву. 220 року до н. е. став черговим шаньюєм. Вів війни проти дунху (на сході). Ймовірно війни проти них були невдалими.
215 року зазнав поразки від цінського полководця Мен Тяня, втративши Ордос. Був змушений відступити, відводячи свій народ вглиб Монгольського плато. Тим не менш, через загрозу з боку імперії Цінь, лідери різних родоплемінних кланів хунну покінчили з чварами, що дозволило Тоуменю перетворити хунну в міцну племінну конфедерацію.
Але хунну все ще не мали значної потуги. Між 215 і 210 роками до н. е. Тоумань зазнав поразки від юечжі, що встановили зверхність над хунну. За намовою дружини віддав старшого сина Маодуня заручником до юечжі, але потім напав на останніх, розраховуючи, що ті стратять Маодуня. Проте син повернувся до хунну. Під тиском знаті передав Маодуню 10 тис. родин (за іншими відомостями — вершників).
У 210 році до н. е. Тоумань скористався послабленням імперії Цінь, відвоювавши частину Ордосу. Близько 209 року до н. е. внаслідок заколоту Маодуня був повалений.